# Dominik Ernst
Dominik Ernst (* 8. August 1990 in Gelsenkirchen) ist ein deutscher Fußballspieler.

## Karriere
Nach den Stationen Schalke 04, Bochum und RW Essen wechselte Ernst im Jahr 2007 zur SpVgg Erkenschwick. Bei der Spielvereinigung stieß er zur Saison 2009/10 zur 1. Mannschaft hinzu. In seiner ersten Saison absolvierte er alle 34 Ligaspiele der sechstklassigen Westfalenliga. Zudem wurde er Meister mit Erkenschwick und stieg in die damalige NRW-Liga (5. Liga) auf.
Für Dominik Ernst ging es in der Spielzeit 2010/11 jedoch eine Spielklasse höher. Er wechselte in die Regionalliga West zum Wuppertaler SV. Allerdings spielte er nur eine Spielzeit in Wuppertal und absolvierte 17 Partien, dabei erzielte er einen Treffer.
Im Sommer 2011 wechselte er innerhalb der RL West zur 2. Mannschaft von Schalke 04. Hier war Ernst Stammspieler und absolvierte bis zu seinem Abgang 58 Ligaspiele und erzielte drei Tore. Insgesamt spielte er zwei Spielzeiten bei der Zweitvertretung von Schalke 04. Am 24. Juli 2013 wurde sein Wechsel zum Vorjahresmeister der RL West Sportfreunde Lotte bekannt. Zum Ende der Spielzeit 2013/14 wurde er mit Lotte Vizemeister in der RL West. Zudem absolvierte Ernst neben den Einsätzen in der Liga, auch zwei Spiele im Westfalenpokal.
Zum Beginn der Spielzeit 2014/15 wechselte Ernst zu Alemannia Aachen. In seiner ersten Spielzeit bei Aachen wurde er erneut Vizemeister in der RL West. Am 8. August 2015 sah er in der Partie gegen Borussia Mönchengladbach II in der Nachspielzeit die rote Karte. Wegen Schiedsrichterbeleidigung wurde er 4 Wochen gesperrt und verpasste somit 4 Spiele in der Liga. In seiner letzten Spielzeit in Aachen war er in einigen Partien Mannschaftskapitän. Neben den Ligaspielen absolvierte er auch Spiele im Mittelrheinpokal, wo er mit der Alemannia jedoch immer frühzeitig ausschied.
Am 1. Juli 2017 wechselte Ernst zu Fortuna Köln. Sein Debüt in der 3. Liga gab er am 22. Juli 2017, dem 1. Spieltag. Beim 1:0-Erfolg gegen den VfR Aalen stand er über 90 Minuten auf dem Platz und war auf Anhieb Stammspieler. Sein Vertrag bei der Fortuna lief bis zum 30. Juni 2019 und wurde nach dem Abstieg in die Regionalliga nicht mehr verlängert.
Zur Saison 2019/20 verblieb der Verteidiger in der 3. Liga und schloss sich dem aus der zweiten Liga abgestiegenen 1. FC Magdeburg an, bei dem er einen bis Juni 2021 gültigen Vertrag erhielt. Ernst verlängerte seinen Vertrag in Magdeburg nicht, sondern wechselte zur Saison 2021/22 innerhalb der 3. Liga zum 1. FC Saarbrücken.
Ende Juli 2023 wechselte er zurück zu seinem ehemaligen Verein SC Fortuna Köln in die Regionalliga West.

## Erfolge
- Westfalenliga Staffel 2-Meister: 2009/10
- Regionalliga West – Vize-Meister: 2013/14, 2014/15